# Mortefontaine, Aisne

Mortefontaine este o comună în departamentul Ain, Franța. În 1 ianuarie 2022 avea o populație de 215 de locuitori.